# Сєроштан Віталій Сергійович
Вітал́ій Сергі́йович Сєрошта́н — старший сержант, Державна прикордонна служба України.

## Нагороди
20 червня 2014 року — за особисту мужність і героїзм, виявлені у захисті державного суверенітету та територіальної цілісності України, вірність військовій присязі під час російсько-української війни, відзначений — нагороджений орденом Богдана Хмельницького III ступеня.